# Pintura contemporània

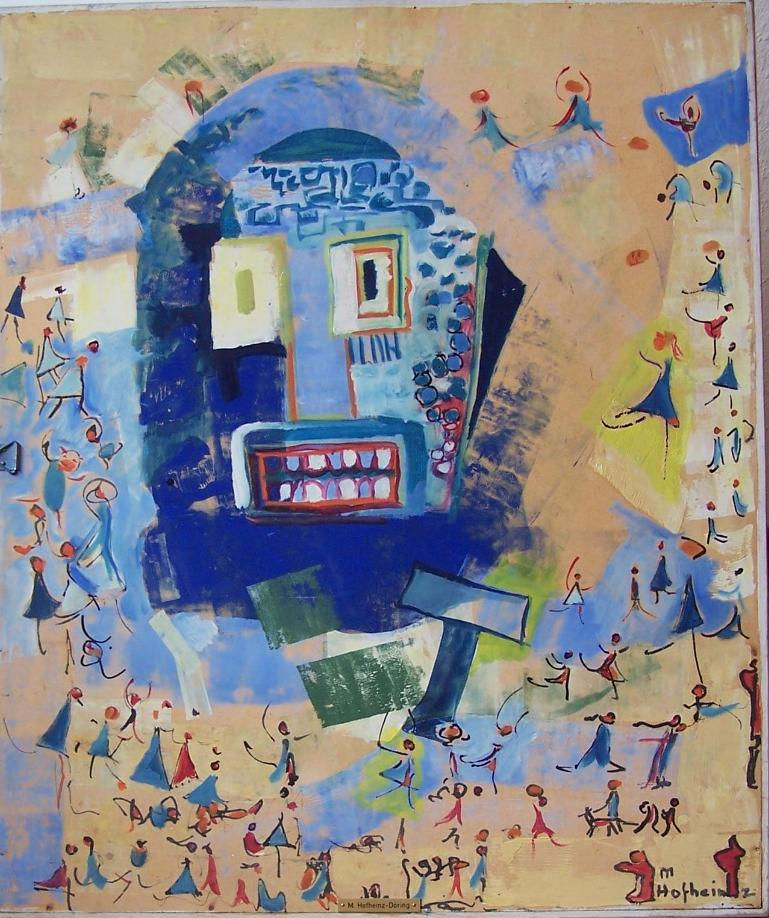
Pintura de 1962

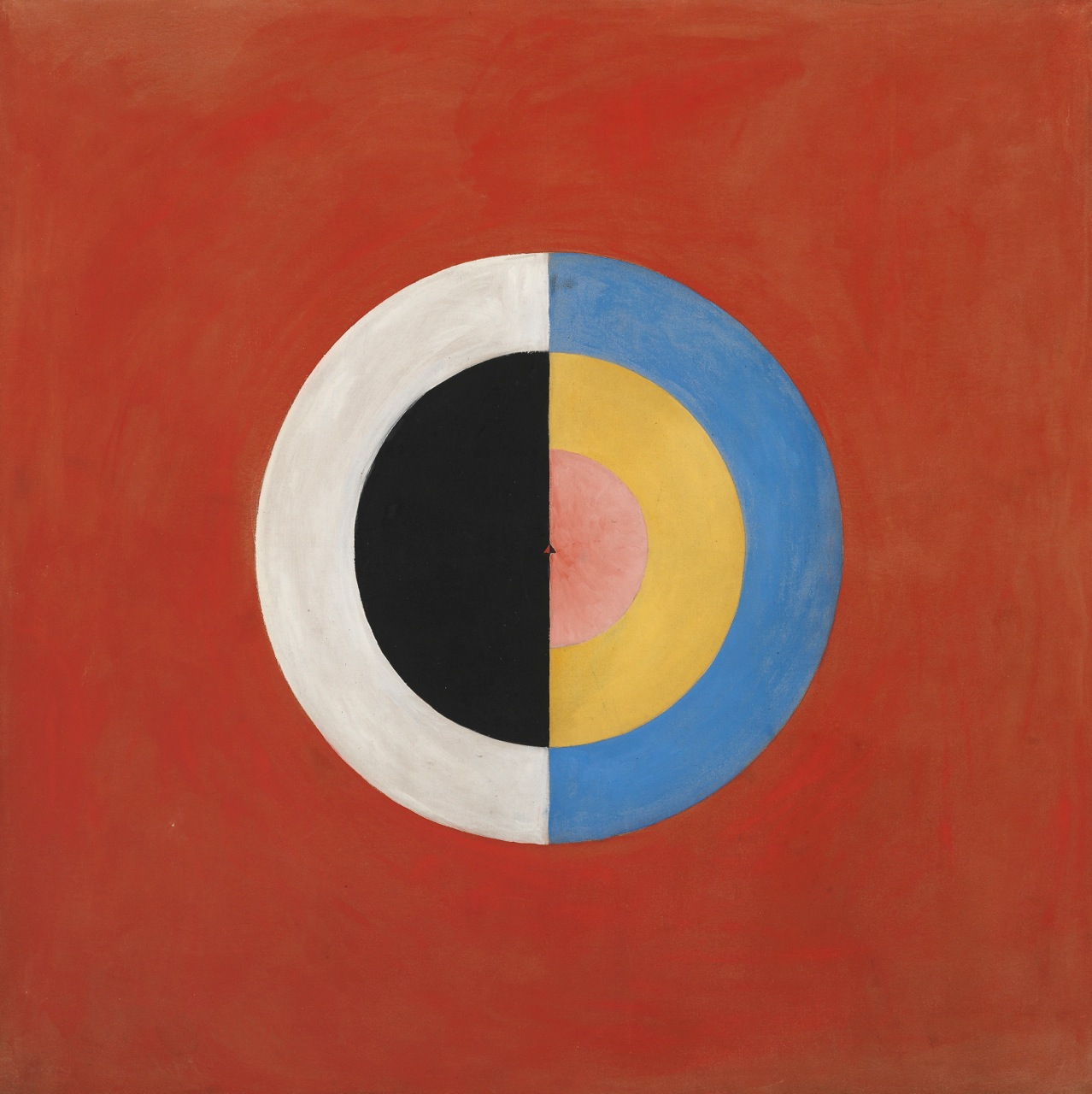
Pintura d'Hilma af Klint, mare de la pintura abstracta

La pintura contemporània és la pintura realitzada i durant i seguins la filosofia de l'art contemporani, és a dir, estrictament parlant a partir dels anys 60 del segle xx. Alguns autors però parlen de pintura contemporània occidental a la feta a partir de l'abstractisme, a l'inici del segle xx. Aquest caràcter éspolèmic per que els crítics no disposen de la perspectiva que aporta el temps per analitzar les obres com un historiador de l'art.
A més del pas de la pintura exclusivament figurativa a altres opcions, intervé la influència de la fotografia i de l'art d'altres cultures i èpoques pasades, especialment la prehistòria. Es diversifiquen les tècniques i els temes, i s'exploren interaccions amb altres arts. També dins de la museística i les exposicions es transformen els espais i la manera de mostrar les obres. Es busquen nous punts de vista, noves perspectives, noves geometries, hi apareixen tipografies i hi ha una voluntat expressa de trencar cànons estètics imposats, que promou la desconstrucció i la postmodernitat artística.
Així, es caracteritza per la diversitat de corrents estilístics: els informalment anomenats "ismes". Per exemple, el fauvisme rebutja els colors tradicionals, l'expressionisme pretén representar més els sentiments que reproduir fidelment la realitat, i el cubisme impulsa la descomposició de les imatges tridimensionals en punts de vista bidimensionals. Es va desenvolupar l'anomenat expressionisme abstracte, el pop art i el minimalisme, que es caracteritza per la reducció de la pintura a formes geomètriques. El segle xxi segueix sota les directrius d'un gran pluralisme i les obres es continuen realitzant dins una àmplia varietat d'estils i de principis estètics.